# Zlatko Perica
Zlatko Perica, genannt Slädu, (* 16. Februar 1969 in Rijeka, SR Kroatien, Jugoslawien) ist ein schweizerischer Gitarrist.
Er wurde in Kroatien geboren, wanderte jedoch mit seiner Mutter kurze Zeit später in die Schweiz nach Bern aus. Mit 14 Jahren fing er an, Gitarre zu spielen. Um eine professionelle Musikerkarriere aufzubauen, entschloss er sich mit 19 Jahren, die Musikschule Guitar Institute of Technology in Los Angeles zu besuchen.
Zlatko Perica war Mitglied von Bands wie Gölä und Burn und ist unter anderem als Gastmusiker bei Tangerine Dream aufgetreten. Sein neuestes Projekt ist die Band Volt mit Gee-K (Gesang), Nico (Schlagzeug), TJ (Keyboard) und Rox (Bass).